# Xylocopa scioensis
Xylocopa scioensis là một loài Hymenoptera trong họ Apidae. Loài này được Gribodo mô tả khoa học năm 1884.